# Harnina
El arroyo Harnina es un curso de agua tributario del río Guadajira, afluente a su vez del río Guadiana. Tiene unos 13 km de longitud y recibe las aguas de los arroyos Minitas y Charnecal. Nace en Almendralejo, provincia de Badajoz, España, a una cota 303 m s. n. m. y desemboca en cota 235, a 1,2 km de la villa de Solana de los Barros, aguas abajo. La cuenca tiene 127 km²

## Asentamientos prehistóricos y yacimientos romanos
La vega del arroyo Harnina tuvo asentamientos prehistóricos en el neolítico y en la Edad del Bronce como así lo atestiguan, en la margen derecha los restos de asentamientos o enterramientos, como el dolmen del cabezo de San Marcos, hoy desaparecido, y el poblado hallado en el lugar de Tiza. También hay referencias de yacimientos romanos, dado que durante la Hispania Romana, la zona estuvo poblada por ricas villas, con explotaciones agrícolas, situadas en sus riberas.

## Harnina en elRomanticismo
La poetisa romántica Carolina Coronado tituló Harnina, en 1880, su inconclusa novela histórica, que publicó en la prensa local en 1880, que trata sobre los orígenes de Almendralejo.
El topónimo Harnina, muy del gusto literario del siglo XIX, fue usado por Carolina Coronado, con ocasión del traslado de José de Espronceda al Panteón de Hombres Ilustres, en 1902, y convoca a los almendralejenses a homenajear al hijo de Almendralejo, al grito de:

¡Despierta ... Harnina!, al templo soberano

que del genio español guarda la fama,

hoy la voz de Madrid también nos llama

en honra funeral a nuestro hermano.